# 狄利克雷函数
狄利克雷函数（英語：Dirichlet function）是一个判别自变量是有理数还是无理数的函数。定义在实数范围上、值域为 {\displaystyle \{0,1\}} 的函数，用 {\displaystyle D(x)} 或者 {\displaystyle \mathbf {1} _{\mathbb {Q} }(x)} 表示。這是一個典型的處處不連續函數。該函數以德國數學家約翰·彼得·古斯塔夫·勒熱納·狄利克雷的名字命名。
狄利克雷函数是一个处处不连续的可测函数，其图像关于 {\displaystyle y} 轴成轴对称，是一个偶函数。它处处不连续、处处极限不存在、不可积分。
在數學領域，這是一個病態函數。作为很多事情的反例，这个函数在任意一点都不存在极限，並且以任意有理数为周期的周期函数（有理数相加得有理数，无理数加有理数还是无理数）。该函数黎曼不可积，而在其它一些积分中是可积的。

## 定義
在實數域上，狄利克雷函数 {\displaystyle D(x)} 定義為
1. 自变量 {\displaystyle x} 为有理数时，{\displaystyle D(x)=1}；
2. 自变量 {\displaystyle x} 为无理数时，{\displaystyle D(x)=0}。[1]

狄利克雷函数也可以表达为一个连续函数序列的双重点极限：
{\displaystyle \forall x\in \mathbb {R} ,\quad D(x)=\lim _{k\to \infty }\left(\lim _{j\to \infty }\left(\cos(k!\pi x)\right)^{2j}\right)}
其中 {\displaystyle k} 和 {\displaystyle j} 为整数。

## 性质
- 定义在整个数轴上。
- 无法画出图像。
- 以任何正有理数为其周期（从而无最小正周期）。
- 处处无极限、不连续、不可导。
- 在任何有界区间上黎曼不可积。另一方面也作為反例說明了對於黎曼積分，單調收斂定理不成立。
- 是偶函数。
- 它在 {\displaystyle [0,1]} 上勒贝格可积。

## 證明

#### 處處不連續
- 若 {\displaystyle y} 為有理數則 {\displaystyle f(y)=1}。為證明函數在 {\displaystyle y} 處不連續，問題轉化為對任意 {\displaystyle \varepsilon }，無論 {\displaystyle \delta } 多麼小，在包含 {\displaystyle y} 的長度為 {\displaystyle \delta } 的區間內一點 {\displaystyle z}，{\displaystyle |f(z)-f(y)|\leq \varepsilon }。試取 {\displaystyle \varepsilon =1/2}，由於無理數為實數域上的稠密集，無論 {\displaystyle \delta } 取何值，總有 {\displaystyle z} 滿足 {\displaystyle f(z)=0}，讓 {\displaystyle |f(z)-f(y)|=1>\varepsilon =1/2}。
- 若 {\displaystyle y} 為無理數，同理，因為有理數為實數域上的稠密集，無論 {\displaystyle \delta } 取何值，總有 {\displaystyle z} 滿足 {\displaystyle f(z)=1}，讓 {\displaystyle |f(z)-f(y)|=1>\varepsilon =1/2}。